# 高橋幹夫 (警察官僚)
高橋 幹夫（たかはし みきお、1917年（大正6年）3月17日 - 1989年（平成元年）11月28日）は、日本の内務・警察・防衛官僚。警察庁長官。

## 経歴
本籍岐阜県、東京府出身。東京府立第六中学校を経て、第一高等学校を卒業。1940年10月、高等試験行政科試験に首席で合格。1941年3月、東京帝国大学法学部を卒業。同年4月、内務省に入省し内務属となり計画局都市計画課に配属。
短期現役海軍主計科士官（6期）を志願し、1941年4月、海軍主計中尉に任官し海軍経理学校に補修学生として入校。同年8月、同校を卒業し「鳳翔」乗組となる。以後、千歳海軍航空隊付、第二〇一海軍航空隊主計長、第二〇三海軍航空隊主計長を歴任して終戦を迎えた。1945年9月、海軍主計少佐に昇進し、同年11月予備役編入。
内務省に復帰し、1945年12月、福岡県庶務課長に就任。以後、内務省会計課勤務、警視庁警視、京橋警察署長、久松警察署長、警視庁警務課長、国家地方警察香川県本部警察隊長、国家地方警察本部企画課長、警察庁長官官房秘書課長、防衛庁長官官房総務課長、同防衛局防衛第一課長、警視庁監察官、警視庁警備部長、警察庁交通局長、同警備局長、同警務局長、警察庁次長などを歴任。1972年6月、警察庁長官に就任した。1974年の春闘で槙枝元文・日教組委員長を逮捕し、同年7月の参議院選挙で落選した前任長官後藤田正晴陣営の大量選挙違反事案を摘発した。1974年8月15日、韓国で発生した文世光事件で、盗難に遭った日本の警察官のけん銃が凶器として使われたことの責任をとって即日辞任を表明し、同年10月9日に退任した。
退官後、阪神高速道路公団理事長、日本自動車連盟会長などを務めた。

## 著作
- 『警察歳時記』中央宣興出版局、1976年。
- 『評論歳時記』善本社、1980年。